# Lucomo
La palabra lucumo o Lucumo es transcripción de una etrusca lauchme o lauchume que, según Servio, significaba rey o príncipe.
Dice este escritor que cada una de las curias de la ciudad etrusca de Mantua se administraba por un lucumo (también lucmo, lycmo) El mismo nombre se aplicaba al jefe de cada una de las 12 ciudades que formaban la confederación etrusca y a los 12 jefes que ejercían el poder supremo en el gobierno federal. La autoridad de estos jefes era política y religiosa, como la de los reyes en la mayoría de los pueblos antiguos; así se ve en los textos que de ellos nos hablan que lo mismo figuran conduciendo expediciones militares o firmando alianzas con Roma que como depositarios de la disciplina sagrada, cuyo origen se atribuía a las revelaciones del genio Tageo. Los lucumos eran elegidos entre los miembros de ciertas familias privilegiadas. 
Algunos textos emplean la lucumo como nombre o pronombre de persona y Tito Livio habla del corintio Demarato emigrado a Tarquinias, que tenía un hijo llamado Lucumio, pero este error de los romanos nació de una mala interpretación, puesto que en las inscripciones etruscas no se emplea esta voz más que en el sentido indicado.